# Clarks (Nebraska)
Clarks est un village du comté de Merrick, dans l'État du Nebraska, aux États-Unis. En 2020, il comptait une population de 344 habitants.